# Leudelange

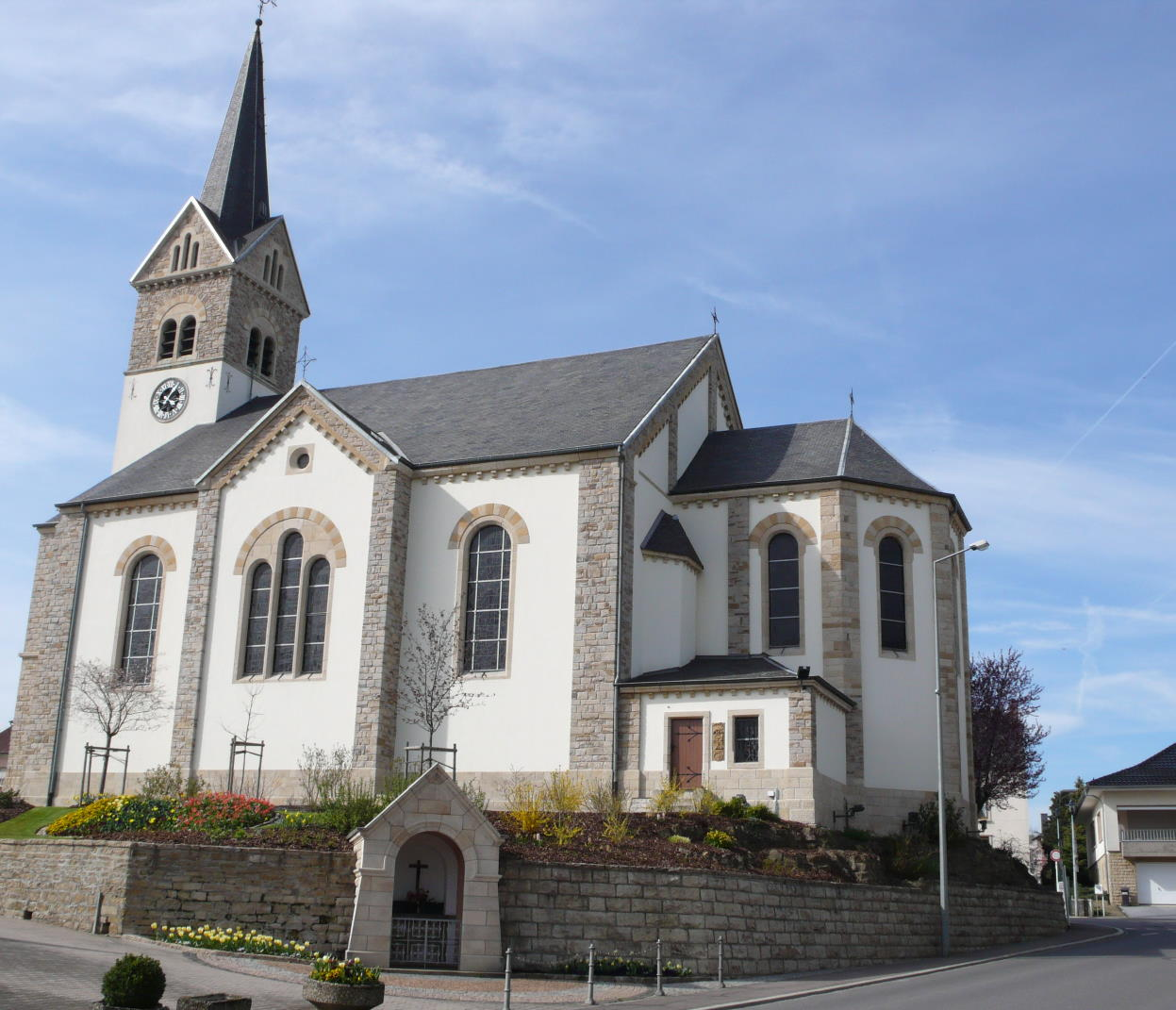
Kerk van Leudelange

Leudelange (Luxemburgs: Leideleng, Duits: Leudelingen) is een gemeente in het Luxemburgse Kanton Esch.
De gemeente heeft een totale oppervlakte van 13,57 km² en telde 2305 inwoners op 1 januari 2014.

## Evolutie van het inwoneraantal
| Jaar                              | 2001 | 2002 | 2003 | 2004 | 2005 |
| --------------------------------- | ---- | ---- | ---- | ---- | ---- |
| Inwoneraantal                     | 1851 | 1914 | 1918 | 1891 | 1903 |
| Opmerking: tellingen op 1 januari |      |      |      |      |      |

Bettembourg · Differdange · Dudelange · Esch-sur-Alzette · Frisange · Kayl · Leudelange · Mondercange · Pétange · Reckange-sur-Mess · Roeser · Rumelange · Sanem · Schifflange